# Habeas Corpus
A Habeas Corpus (latinul: Birtokold/Urald a testet) az angol jogból eredő jogelv, mely garantálja, hogy törvényes vád, illetve bírósági határozat hiányában csak rövid időre lehessen a személyt szabadságától megfosztani. Az angol jogban eredetileg egyszerre volt jogelv és az ezt érvényesítő bírói parancs, „mely előírja, hogy a letartóztatott személyt meghatározott időn belül törvényszék elé kell állítani, s indokolni kell a fogvatartást; illetve, hogy a jogtalanul letartóztatott személyt bármely bíró maga elé idézheti, és ügyének kivizsgálása után szabadon bocsáthatja” A bírói parancs kibocsátásának feltételeit először az angol polgári forradalom idején foglalták törvénybe a király és a Parlament közötti küzdelem egyik elemeként, a Parlament kezdeményezésére. II. Károly angol király írta alá 1679. május 6-án.

## Története

### A középkori joggyakorlat
A Habeas Corpus jogelv a személyi szabadság legnagyobb biztosítéka. A személyes szabadság önkényes megsértése ellen számos garanciális elemet dolgozott ki a joggyakorlat. Már az ókorban és a kora középkorban is ismert volt az ún. asylum-jog, ami azt jelentette, hogy egyes helyeken az oda menekülővel szemben nem lehetett se az őrizetbevételt, se a bírói eljárást lefolytatni, mindaddig, amíg a menedékhelyen (pl. templom, szentély, szent sírja stb.) tartózkodik. Hasonló megfontolásból a személyi szabadság önkényes korlátozása ellen jelent meg a bárók és a király harca során a 13. században, Angliában az a szokás, hogy a királyi parancsra letartóztatott személy „habeas corpus” kezdetű királyi utasítást, ún. writ-et kaphatott, melyet átadhatott az őt letartóztató hatóságnak, melytől így követelhette, hogy állítsák bíróság elé, illetve, hogy közöljék vele letartóztatása okát. A hatóság a writ visszaküldésével igazolta, hogy eleget tett az abban foglaltaknak. A writek kibocsátása eredetileg azt a célt szolgálta, hogy a földesúri magánbíróságoktól az ítéletek meghozatala a királyi bíróságok kompetenciájába kerüljön. Érthető módon ez kiváltotta a földesurak ellenkezését, akik attól tartottak, hogy a királyi különbíróságok a király ellen lázadó bárók koncepciós perekben történő elítélését fogják szolgálni.
Maga a Magna Charta is rendelkezett az önkényes letartóztatás tilalmáról:
39. Egyetlen szabad embert se fogjanak el, vessenek tömlöcbe, fosszanak meg javaitól, helyezzenek törvényen kívül vagy száműzzenek, vagy más módon ne tegyenek tönkre, s mi sem fogunk ellene támadni, se mást nem fogunk ellene küldeni törvényes ítélet nélkül, melyet a vele egyenlők (pares sui) hoztak hazája törvényei alapján.

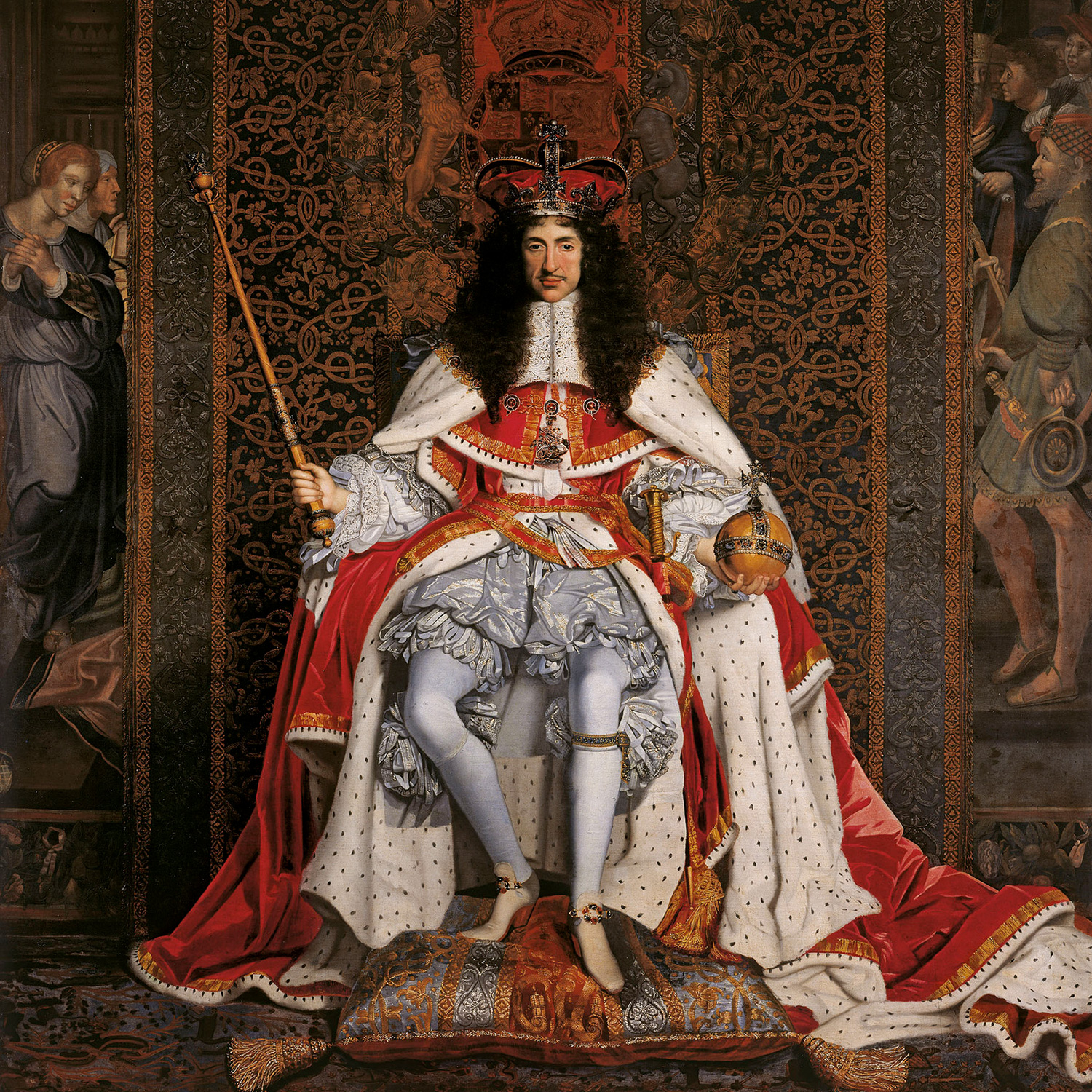
II. Károly angol király

A Habeas Corpus-elv fejlődésében a legfontosabb állomást az angol forradalom időszaka jelenti. A legfőbb királyi törvényszék (King's Bench) törvénysértő gyakorlatára válaszul a Parlament 1627-ben, a Petition of Right-ban (A Jog Kérvénye) azt követelte, hogy szabad embert csak törvényes eljárás alapján, törvényes vád alapján lehessen szabadságától megfosztani - királyi utasításra nem. I. Károly eleinte uralkodói felségjogai megsértésének fogta föl a kérvényt, de miután a Parlament megzsarolta az uralkodót, hogy addig nem szavazza meg az adót, amíg alá nem írja a nyilatkozatot, I. Károly 1628. július 28-án jóváhagyta a Kérvényt.
Az uralkodó és a Parlament küzdelme azonban folytatódott. Az ún. „hosszú parlament” 1640-ben, Thomas Wentwoth királyi kegyenc kivégzése után olyan törvényt fogadott el, amely eltörölte a királyi különleges törvényszéket, a Csillagkamarát. Az 1640-es Habeas Corpus Act alapján minden letartóztatott személynek joga volt writ-et benyújtani. Az ezt követő angol polgárháború azonban ezt az intézményt egyelőre elsöpörte. A parlament végül megerősödve került ki a polgárháborúból: Cromwell halála után sor került a Stuart-restaurációra. A Stuartok és a Parlament birkózása azonban folytatódott, ami
„II. Károly király alatt a Habeas Corpus megalkotására vezetett, amely minden lehető önkénynek s visszaélésnek az angol honpolgárok letartóztatása körül elejét veszi s az angol szabadságnak fővédbástyáját (the principal bulwark of English liberty) képezi. Ennek értelmében: a letartóztatott által v. annak érdekében irásban előterjesztett panasz v. kérelem alapján, melyhez a letartóztatási parancs másolatban, v. a másolat kiadásának megtagadását tanusító affidavit (hit alatt tett vallomás) csatolandó, a lordkancellár vagy más erre illetékes biró H.-t bocsát ki. Ez a birói parancs (az ú.n. Habeas Corpus ad subiciendum) intézve van ahhoz, aki az illetőt fogva tartja, s azt a meghagyást tartalmazza, hogy a foglyot a letartóztatás idejének és okának előadása mellett a bíró elé állítsa, s a bíróság által hozandó határozathoz alkalmazkodjék. Ha a kérvényező valószínűvé teszi, hogy a letartóztatás nem alapszik törvényes indokon, a bírói parancs kibocsátandó, tekintet nélkül arra, ki rendelte el a letartóztatást. A hatóságoknak azért a letartóztatási parancsban a letartóztatás indokának előadására különös gondot kell fordítani. A H. csak állami veszély idején (kontinentális ostromállapot) függeszthető fel, de ekkor is csak parlamenti határozattal. A Habeas Corpus a személyes szabadságnak magánszemélyek által megsértése tárgyában is tartalmaz intézkedéseket. Az eljárást szabályozó újabb törvények a Peace Preservation (Irland) Act 1875 és 56 Geo. III. c. 100.”

### Az 1679-es törvény eljárásjogi szabályai
1. A törvény tárgyi hatálya: Habeas Corpus nem, illetve eltérő szabályokkal alkalmazható ha az elfogatóparancs árulás és felségsértés miatt rendeli el a személyi szabadság korlátozását
2. A törvény területi hatálya: A törvény hatálya kiterjed minden olyan területere, így a tengerentúli területekre is, amelyek akkor, illetve a jövőben őfelsége tulajdonát képezik.
3. Határidő: a Habeas Corpus parancsot át kell adni a tisztviselőnek vagy ott kell hagyni nála, főszabály szerint az átadástól számított 3, egyes esetekben 10, illetve 20 napon belül vissza kell küldeni, ennyi időn belül kell az illetőt bíróság elé állítani. A bíróság elrendelheti a vizsgálati fogság meghosszabbítását is.
4. Illetékesség Az illető bíróság vagy személy – aki dönt a fogvatartás jogosságáról – lehet a writ-ben megjelölt személy, de lehet a kibocsátó maga is
5. A határozat kötelező tartalma: az elfogatás illetve fogva tartás oka, illetve rendelkezni kellett a fogvatartás megszűntéről vagy fenntartásáról
6. Eljárási díj: az eljárásnak díja van, amelyet a jogosultnak meg kell fizetnie és biztosítékot kell adnia, hogy nem fog a bíróhoz menet, illetve a bírótól visszafelé megszökni

### Részlet az 1679-es Habeas Corpus Act-ből
A sheriffek, börtönőrök és egyéb tisztviselők, akiknek bűncselekmények elkövetéséért vagy ennek gyanúja miatt őrizetére bízattak a király némely alattvalói, gyakran halogatták a hozzájuk intézet Habeas Corpus parancsok visszaküldését, (…) megszegve kötelességüket és az ország ismert törvényeit. Ily módon a király alattvalói közül sokakat börtönben fogva tartottak és tarthatnának eztán is, holott a törvény szerint óvadék ellenében szabadlábra helyezhetők. Az érintettek szempontjából ez súlyos teher és zaklatás. Hogy ezt meggátoljuk, és gyorsabban könnyíthessünk minden, bűncselekmény elkövetéséért vagy ennek gyanúja miatt bebörtönzött személy helyzetén, iktattassék törvénybe, (…) hogy valahányszor bármelyik sheriffhez, vagy sheriffekhez, börtönőrhöz vagy egyéb tisztviselőhöz Habeas Corpus parancsot intéznek bármely, az őrizetükben lévő személyre vonatkozóan, s a mondott parancsot átadják a mondott tisztviselőnek vagy a börtönben vagy fogdában hagyják bármelyik helyettes vagy beosztott tisztviselőnél, akkor a mondott tisztviselő vagy tisztviselők, helyettesek vagy beosztottak (hacsak az elfogatóparancs szerint nem világosan és kimondottan árulás vagy felségsértés a vád) az átadástól számított három napon belül - amennyiben a fogoly vagy kezese a bíró vagy a törvényszék által a mondott parancson igazoltan mérföldenként 12 pennyt nem meghaladó összegben megfizeti vagy kiegyenlíti előállításának költségeit; továbbá kötelezvényt ír alá arról, hogy hogy ha a bíró vagy törvényszék, mely elé jelen törvény igaz szándéka szerint kerülnie kell, elrendeli vizsgálati fogságban tartását, úgy visszaszállításának költségeit is állja; és biztosítékot ad arra, hogy nem fog útközben megszökni – kötelesek az ilyen parancsot visszaküldeni, s az őrzött vagy fogva tartott fél testét előállítani vagy előállítatni a lordkancellár, Anglia pecsétőre vagy azon törvényszék bírája vagy bírái elé, amely a mondott parancsot kibocsátotta, vagy pedig olyan személy vagy személyek elé, akikhez a mondott parancs annak rendelkezése szerint visszaküldhető, s egyúttal a mondott fél őrizetbe vételének vagy letartóztatásának igaz okait is előadni, hacsak az illető fogva tartási helye nem húsz mérföldnél nagyobb távolságra van az illetékes személy vagy törvényszék tartózkodási helyétől. Ha ez a távolság 20 és 100 mérföld között van, úgy ennek tíz napon belül, ha pedig meghaladja a 100 mérföldet, úgy 20 napon belül kell megtörténnie.

### Későbbi fejlemények
Az Amerikai Egyesült Államok függetlenségi nyilatkozata szerint a függetlenségi háború egyik kiváltó oka az volt, hogy az angol hatóságok megsértették a fenti jogelvet. Az USA Alkotmánya és joggyakorlata nagy hangsúlyt fektetett ennek körülbástyázására. Az európai kontinensen először az 1789-es Emberi és Polgári Jogok Nyilatkozata kodifikálta a Habeas Corpust - megszüntetve ezzel a feudális abszolutizmusra jellemző ún. zárt levelek (lettre cachée) gyakorlatát, mely azt jelentette, hogy a király a helyi intendánsait lezárt levélben utasítva bárkit letartóztathatott.
Magyarországon már az 1843-as ún. Büntetőjogi Elaboratum is tartalmazta a Habeas Corpus elvét, majd az 1848-as törvényhozás is rendelkezett erről. A neoabszolutizmus alatt számos alkalommal megszegték, míg végül az 1878. évi V. tc., az ún Csemegi-kódex honosította meg véglegesen hazánkban. Noha jogunkban közismertté vált, a XX. század egyes rendkívüli körülményei között nem mindig alkalmazták, esetenként külön jogszabállyal fel is függesztették.
Nemzetközi színtéren az ENSZ 1948-as Emberi Jogok Egyetemes Nyilatkozata, valamint az Emberi Jogok Európai Egyezményének 5. paragrafusa tartalmazza kötelező erővel.

## Magyarországi alkalmazás
Már a középkori Magyarországon is ismert volt ez a jogelv. A bírói ítélet nélküli joghátrányok (fogvatartás, „megnyomorítás”) tilalma nemesek esetére már az Aranybullában, II. András magyar király 1222. évi II. törvénycikkében megjelent: „Hogy senki perbehívás nélkül el ne marasztaltassékː Ezt is akarjuk, hogy a nemes embert sem mi, sem az utánunk való királyok soha meg ne fogják vagy meg ne nyomorítsák valamely hatalmas kedveért, hanem ha előbb perbe hivatott és rendes uton törvényt láttak reá.” 	
Ez szinte teljesen megegyezik a Magna Charta szabályaival, ott szabad embernek írva a teljes jogokkal bíró személyeket (alávetettekre, jobbágyokra nem terjedt ki).
A Habeas Corpus eredetileg egy szabadságvesztéssel járó büntetéssel kapcsolatos jogbiztosító elv volt. Az idők folyamán a szabadságmegvonással járó büntetések és rendelkezések differenciálódtak. Így a hatályos magyar büntetőjogban az előállítás, az őrizetbevétel, az előzetes letartóztatás szabályai között szétszórva találunk olyan garanciális szabályokat, melyek a Habeas Corpus elvéből erednek.
A magyar Alaptörvény „Szabadság és felelősség” fejezetének IV. cikke tartalmazza a Habeas Corpus-elvet:
(1) Mindenkinek joga van a szabadsághoz és a személyi biztonsághoz.

(2) Senkit nem lehet szabadságától másként, mint törvényben meghatározott okokból és törvényben meghatározott eljárás alapján megfosztani. Tényleges életfogytig tartó szabadságvesztés csak szándékos, erőszakos bűncselekmény elkövetése miatt szabható ki.
(3) A bűncselekmény elkövetésével gyanúsított és őrizetbe vett személyt a lehető legrövidebb időn belül szabadon kell bocsátani, vagy bíróság elé kell állítani. A bíróság köteles az elé állított személyt meghallgatni és írásbeli indokolással ellátott határozatban szabadlábra helyezéséről vagy letartóztatásáról haladéktalanul dönteni.

(4) Akinek szabadságát alaptalanul vagy törvénysértően korlátozták, kárának megtérítésére jogosult.

## Kihívások
A habeas corpus érvényessége jelenleg kemény próbának van kitéve az Egyesült Államokban, amelynek hatóságai terrorista tevékenység gyanújával több száz embert vettek őrizetbe, és külföldi katonai támaszpontokon tartják őket fogva, ahová – szerintük – az USA jogrendszere nem terjed ki, így a habeas corpus sem érvényesíthető. A fogvatartottakat képviselő jogvédő szervezetek az USA Legfelsőbb Bíróságához fordultak, kifogásolva, hogy az amerikai hatóságok megtagadják a foglyoktól a jogi védelem lehetőségét, arra hivatkozva, hogy külföldi állampolgárokról van szó, akik fegyvert fogtak az Egyesült Államok ellen, és ügyükben az amerikai polgári bíróságok nem illetékesek. 2005. december 30-án az amerikai Kongresszus elfogadta a „Fogvatartottakkal szembeni bánásmódról szóló törvényt” (Detainee Treatment Act, DTA). A DTA a guantánamói foglyok által kezdeményezett habeas corpus ügyeket kivette a District of Columbia bíróságok hatásköréből, és a katonai bíróságok hatáskörébe utalta. Ezt a törvényt a jogvédők megtámadták.